# Pygopleurus cyanescens
Pygopleurus cyanescens es una especie de coleóptero de la familia Glaphyridae.

## Distribución geográfica
Habita en Siria y Turquía.